# 熊丸武志
熊丸武志（くままる たけし、1983年11月22日～）は、社会人野球の選手（ポジションは外野手）である。Honda熊本所属。183cm、80kg。右投げ右打ち。背番号は10。

## 人物・来歴
福岡県出身。筑陽学園高等学校から創価大学に進学。同級生には八木智哉・高口隆行（日本ハム）、梅田浩（巨人）がいる。2005年は東京新大学野球連盟で春・秋の2期連続で首位打者のタイトルを獲得した。
大学卒業後の2006年にHonda熊本に入社。1年目に4番として第33回日本選手権に出場。
2007年は熊本ゴールデンラークスの補強選手として都市対抗野球に初出場。1番打者として1回戦の対TDK戦では野田正義から先制2ランを記録した。

## 球歴
筑陽学園高（1999年～2001年）→創価大（2002年～2005年）→Honda熊本（2006年～）